# Bílá ryba

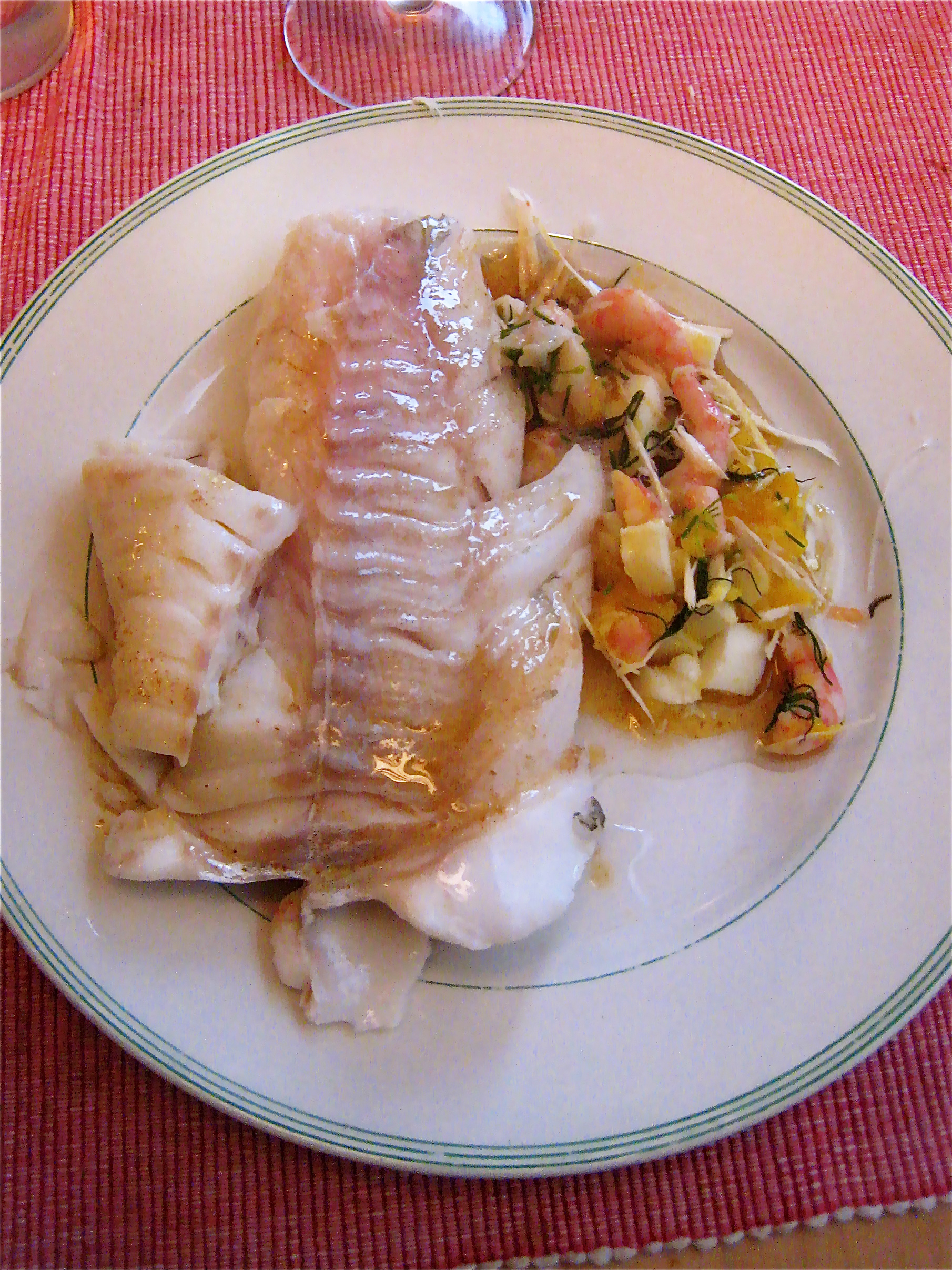
Pokrm z tresky obecné (Gadus morhua).

Bílá ryba, bělice je rybářský termín, který může označovat různé druhy ryb a patří mezi ně jak ryby mořské tak i sladkovodní. Jsou to např.:
- tresky
  - treska obecná
  - treska jednoskvrnná
  - treska polak
- plotice
  - plotice obecná
- perlíni
  - perlín ostrobřichý
- štikozubci
  - štikozubec obecný
- mníkovec štíhlý
- síhové
- cejni[1]
  - cejn velký[1]
- cejnci[1]
  - cejnek malý[1]
- oukleje[2]
  - ouklej obecná[2]
- slunky[2]
  - slunka obecná[2]